# Чиконья, Марина
Мари́на Чико́нья (итал. Marina Cicogna), настоящее имя ─ Мари́на Чико́нья Моццо́ни Во́льпи ди Мизура́та (итал. Marina Cicogna Mozzoni Volpi di Misurata; 29 мая 1934, Рим, Лацио, Королевство Италия — 4 ноября 2023, Рим) ─ итальянский кинопродюсер, фотограф, сценаристка и актриса.
Марина Чиконья стала первой женщиной-кинопродюсером в Европе. Среди фильмов, которые она продюсировала ─ «Следствие по делу гражданина вне всяких подозрений» Элио Петри, получивший в 1971 году кинопремию «Оскар» как лучший фильм на иностранном языке.
Газета The New York Times назвала её «первым великим итальянским кинопродюсером» и «одной из самых влиятельных женщин в европейском кино».

## Биография
Родилась 29 мая 1934 года в Риме, в Палаццо Вольпи, на Виа дель Квиринале. Её родители ─ граф Чезаре Чиконья Моццони и графиня Аннамария Вольпи ди Мизурата принадлежали, соответственно, к древнему ломбардскому роду Чиконья Моццони и венецианскому ─ Вольпи ди Мизурата.
Её дедом был граф Джузеппе Вольпи, губернатор Триполитании, президент Венецианского биеннале и основатель Венецианского кинофестиваля в 1932 году. Кубок Вольпи получил название в его честь. Её отец был сопродюсером фильма «Похитители велосипедов» в 1948 году.
После развода родителей, она получила аттестат об окончании средней школы и поступила в колледж Сары Лоуренс в Нью-Йорке под руководством Маргерит Юрсенар, прежде чем выбрать школу фотографии. Дружба с дочерью Джека Уорнера открыла ей двери в Голливуд, где она познакомилась с Мэрилин Монро и Лорен Бэколл на съёмках фильма «Как выйти замуж за миллионера».

### Карьера
В 1967 году она вместе со своим младшим братом Асканио Чиконья, известным как «Бино», стала совладелицей продюсерской и дистрибьютерской компании Euro International Films. Она утвердилась в исключительно мужском мире благодаря своей интуиции в выборе фильмов.
Её первыми успехами в продюсировании стали документальный фильм о сексуальном воспитании «Хельга», показанный в кинотеатрах, и лента «Дневная красавица» Луиса Бунюэля, которая позже получила «Золотого льва» на Венецианском кинофестивале в 1967 году.
Поворотным моментом в её профессиональной карьере, в качестве продюсера, стал фильм «Приходи как-нибудь вечером на ужин» (1969) Джузеппе Патрони Гриффи, который она решительно поддержала вопреки скептицизму компании «Euro Internetion Films».
Далее следуют такие фильмы, как «Однажды на Диком Западе» Серджо Леоне, «Теорема» и «Медея» Пьера Паоло Пазолини, «Люди против» Франческо Рози, «Неизвестный венецианец» Энрико Мария Салерно, «Мими-металлист, уязвлённый в своей чести» Лины Вертмюллер, «Брат Солнце, Сестра Луна» Франко Дзеффирелли и, прежде всего «Следствие по делу гражданина вне всяких подозрений» Элио Петри, который, несмотря на яростные политические разногласия, получил «Оскар» 1971 года как лучший иностранный фильм.
После трагического самоубийства её брата Бино в Рио-де-Жанейро и финансового кризиса компании, она на короткое время работала в Paramount Pictures, прежде чем полностью прекратить работу, производственную деятельность и переехать в США.
В 1976 году она снялась в небольшой роли в фильме «Всеобщее чувство стыда».
В 2002 году она вернулась в Италию и ей предложили пост президента «Italia Cinema». Она была почётным президентом «Международной академии искусств Искьи».
В 2021 году она стала главной героиней документального фильма Андреа Беттинетти «Марина Чиконья — Жизнь и всё остальное», который прослеживает этапы её жизни.
В 2023 году она вместе с Сарой Д’Асенцо написала свою автобиографию под названием «Я всё ещё надеюсь. История жизни и кино».
Газета The New York Times назвала её «первым великим итальянским кинопродюсером» и «одной из самых влиятельных женщин в европейском кино».
Скончалась 4 ноября в Риме от онкологического заболевания.

## Личная жизнь
Марина Чиконья никогда не скрывала свою бисексуальность. В прошлом у неё были романтические отношения с Аленом Делоном, Уорреном Битти и Фарли Грейнджером.
В течение тридцати лет она была помолвлена с актрисой Флориндой Болкан. Они познакомились на вечеринке в Париже, в доме актрисы Эльзы Мартинелли и фотографа Вилли Риццо.
Последние тридцать пять лет жизни, с 1988 по 2023 год, состояла в отношениях с Бенедеттой Гардона, которую Чиконья впоследствии удочерила.

## Фильмография
| Год  |     | Русское название                                   | Оригинальное название                                 | Роль       |
| ---- | --- | -------------------------------------------------- | ----------------------------------------------------- | ---------- |
| 1968 | ф   | Молодые тигры                                      | I giovani tigri                                       | продюсер   |
| 1969 | ф   | Мой дядя Бенжамен                                  | Mon oncle Benjamin                                    | сопродюсер |
| 1969 | ф   | Медея                                              | Medea                                                 | продюсер   |
| 1970 | ф   | Люди против                                        | Uomini contro                                         | сопродюсер |
| 1970 | ф   | Следствие по делу гражданина вне всяких подозрений | Indagine su un cittadino al di sopra di ogni sospetto | продюсер   |
| 1971 | ф   | Встреча                                            | Incontro                                              | продюсер   |
| 1972 | ф   | Брат Солнце, сестра Луна                           | Fratello sole, sorella luna                           | сопродюсер |
| 1972 | ф   | Мы назовём его Андреа                              | Lo chiameremo Andrea                                  | продюсер   |
| 1972 | ф   | Человек, с которым считаются                       | Un uomo da rispettare                                 | продюсер   |
| 1973 | ф   | Короткий отпуск                                    | Una breve vacanza                                     | продюсер   |
| 2017 | док | Аньелли. Жизнь президента                          | Agnelli                                               | камео      |
| 2020 | док | Феллини и ду́хи                                     | Fellini degli spiriti                                 | камео      |
| 2021 | док | Эннио. Маэстро                                     | Ennio                                                 | камео      |

## Награды и премии

### Государственные награды
- 2012 ─  Великий офицер ордена «За заслуги перед Итальянской Республикой»[8]

### Кинопремии
| Награда              | Год  | Категория               | Фильм                                              | Результат |
| -------------------- | ---- | ----------------------- | -------------------------------------------------- | --------- |
| «Давид ди Донателло» | 1970 | Лучший фильм            | Следствие по делу гражданина вне всяких подозрений | Победа    |
| «Серебряная лента»   | 1971 | Лучшему продюсеру       | Следствие по делу гражданина вне всяких подозрений | Номинация |
| «Серебряная лента»   | 2014 | За достижения в карьере |                                                    | Победа    |
| «Давид ди Донателло» | 2023 | За достижения в карьере |                                                    | Победа    |